# Wątlik błotny
Wątlik błotny (Hammarbya paludosa (L.) Kuntze) – gatunek rośliny z rodziny storczykowatych (Orchidaceae). Jedyny przedstawiciel monotypowego rodzaju wątlik (Hammarbya O. Kuntze, Rev. Gen. 2: 665. 5 Nov 1891), często włączany do rodzaju wyblin (Malaxis). Występuje w strefie umiarkowanej i subarktycznej półkuli północnej. W Polsce gatunek bardzo rzadki, występuje w pasie Pojezierzy Polski północnej oraz na kilku stanowiskach na Wyżynie Małopolskiej i Lubelskiej.

## Morfologia
PokrójNiewielka bylina, dorasta do 5–20 cm wysokości.
ŁodygaU nasady łodygi znajdują się bulwkowate zgrubienia średnicy 5–7 mm. W dolnej części wyrastają 2–3 liście.
LiścieNiewielkie, długie na 2,5 cm, szerokie na 1 cm. Blaszka liściowa jajowata, nerwów 3–7. Na brzegu blaszki często występują małe bulwki przybyszowe.
KwiatyZebrane w luźny, groniasty kwiatostan, niepozorne, zielone lub żółtozielone, osadzone na krótkich szypułkach. Warżka z wgłębieniem, zaostrzona na końcu, długości do 2 mm, skierowana ku górze, pozbawiona ostrogi. Zalążnia prawie kulista, długości ok. 1 mm.

## Systematyka
Pozycja systematyczna według Angiosperm Phylogeny Website (aktualizowany system APG IV z 2016)
Jeden z kilku rodzajów plemienia Malaxideae w obrębie podrodziny epidendronowych (Epidendroideae) z rodziny storczykowatych (Orchidaceae). Storczykowate są kladem bazalnym w rzędzie szparagowców Asparagales w obrębie jednoliściennych.

## Biologia i ekologia
Roślina kwitnie od czerwca do sierpnia. W szczytowej części liści powstają bulwki przybyszowe, dzięki którym może rozmnażać się wegetatywnie. 
Występuje na torfowiskach przejściowych i niskich, rzadziej na torfowiskach wysokich. Preferuje miejsca otwarte do przejściowo ocienionych. Roślina światłolubna. Gatunek charakterystyczny związku Rhynchosporion albae. Liczba chromosomów 2n = 28.

## Zagrożenia i ochrona
Gatunek objęty w Polsce ścisłą ochroną gatunkową. Część stanowisk znajduje się na obszarach chronionych, np. w Wigierskim Parku Narodowym, rezerwacie Białe Ługi w Górach Świętokrzyskich, rezerwacie Bagno Chłopiny i Jeziora Gołyńskie w lubuskim.
Kategorie zagrożenia:
- Kategoria zagrożenia w Polsce według Czerwonej listy roślin i grzybów Polski (2006)[14]: E (wymierający); 2016: EN (zagrożony)[15].
- Kategoria zagrożenia w Polsce według Polskiej Czerwonej Księgi Roślin[16]: EN (endangered, zagrożony).

Zagrożeniem dla gatunku jest zanikanie siedlisk w wyniku osuszania torfowisk i pozyskiwania torfu, ale także naturalnej sukcesji roślinności leśnej.